# Третього не дано (фільм)
Третього не дано — радянський двосерійний художній фільм 1980 року, знятий на кіностудії «Білорусьфільм».

## Сюжет
Фільм заснований не реальних фактах біографії Василя Захаровича Коржа, заступника міністра лісового господарства республіки, героя громадянської і другої світової війни.

## У ролях
- Валентин Бєлохвостик — Василь Захарович Корж
- Едуард Горячий — Семен Данилевич
- Тетяна Мархель — Олімпа
- Валерій Шушкевич — Шошин, учитель
- Павло Кормунін — Юхим
- Володимир Кулешов — Воронович
- Олександр Безпалий — епізод
- Петро Юрченков — епізод
- Іван Мацкевич — Прокоп Величко
- Віктор Андрієнко — білогвардійський офіцер
- Валерій Лосовський — епізод
- Костянтин Сенкевич — епізод
- Галина Макарова — епізод
- Володимир Шелестов — епізод
- Стефанія Станюта — епізод
- Олександр Короткевич — епізод
- Олександр Подобєд — епізод
- Тамара Муженко — епізод
- Ірина Юр'єва — епізод

## Знімальна група
- Режисер — Ігор Добролюбов
- Сценаристи — Ігор Болгарин, Алесь Осипенко, Марта П'ятигорська
- Оператор — Григорій Масальський
- Композитор — Ігор Лученок
- Художник — Володимир Дементьєв